# سولاي مونيرو
سولاي مونيرو (بالإنجليزية: Sulley Muniru)‏ (25 أكتوبر 1992 بأكرا في غانا - ) هو لاعب كرة قدم غاني في مركز الوسط. لعب مع سي إف آر كلوج ونادي تونديلا ونادي ستيوا بوخارست وليبرتي بروفشنالز ‏.

## وصلات خارجية
- سولاي مونيرو على موقع اتحاد تركيا (لاعب) (الإنجليزية)
- سولاي مونيرو على موقع قاعدة بيانات كرة القدم.إي يو (الإنجليزية)
- سولاي مونيرو على موقع Soccerway.com (الإنجليزية)
- سولاي مونيرو على موقع عالم كرة القدم.نت (الإنجليزية)
- سولاي مونيرو على موقع AS.com (الإسبانية)